# Wojna polsko-niemiecka (1028–1031)
Wojna polsko-niemiecka w latach 1028–1031 – konflikt zbrojny pomiędzy królem polskim Mieszkiem II Lambertem a królem niemieckim i cesarzem rzymskim Konradem II Salickim toczony w latach 1028–1031. 
Bezpośrednim powodem był najazd Mieszka II na Saksonię, margrabstwo Świętego Cesarstwa Rzymskiego. Kluczowym punktem wojny i de facto jej ostatecznym końcem był atak wojsk cesarskich i ruskich na Polskę w 1031 roku, po którym Mieszko musiał uciekać z kraju, a władzę objął jego starszy brat Bezprym. Formalnym końcem konfliktu był uzgodniony w 7 lipca 1032 traktat pokojowy na zjeździe w Merseburgu.

## Geneza

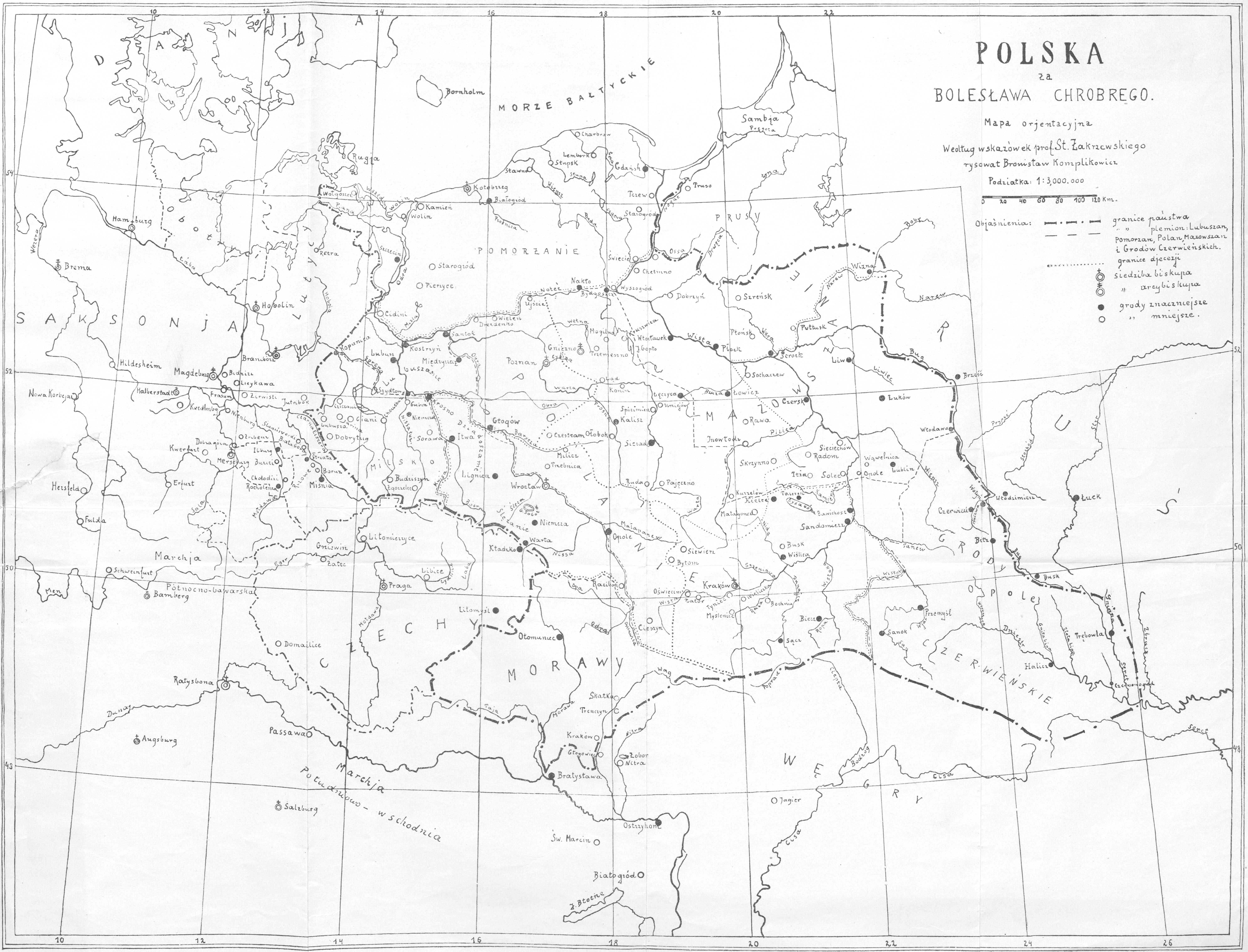
Państwo polskie z lat 1018–1031 za Bolesława Chrobrego i Mieszka II według prof. Stanisława Zakrzewskiego („Bolesław Chrobry Wielki”, 1925)

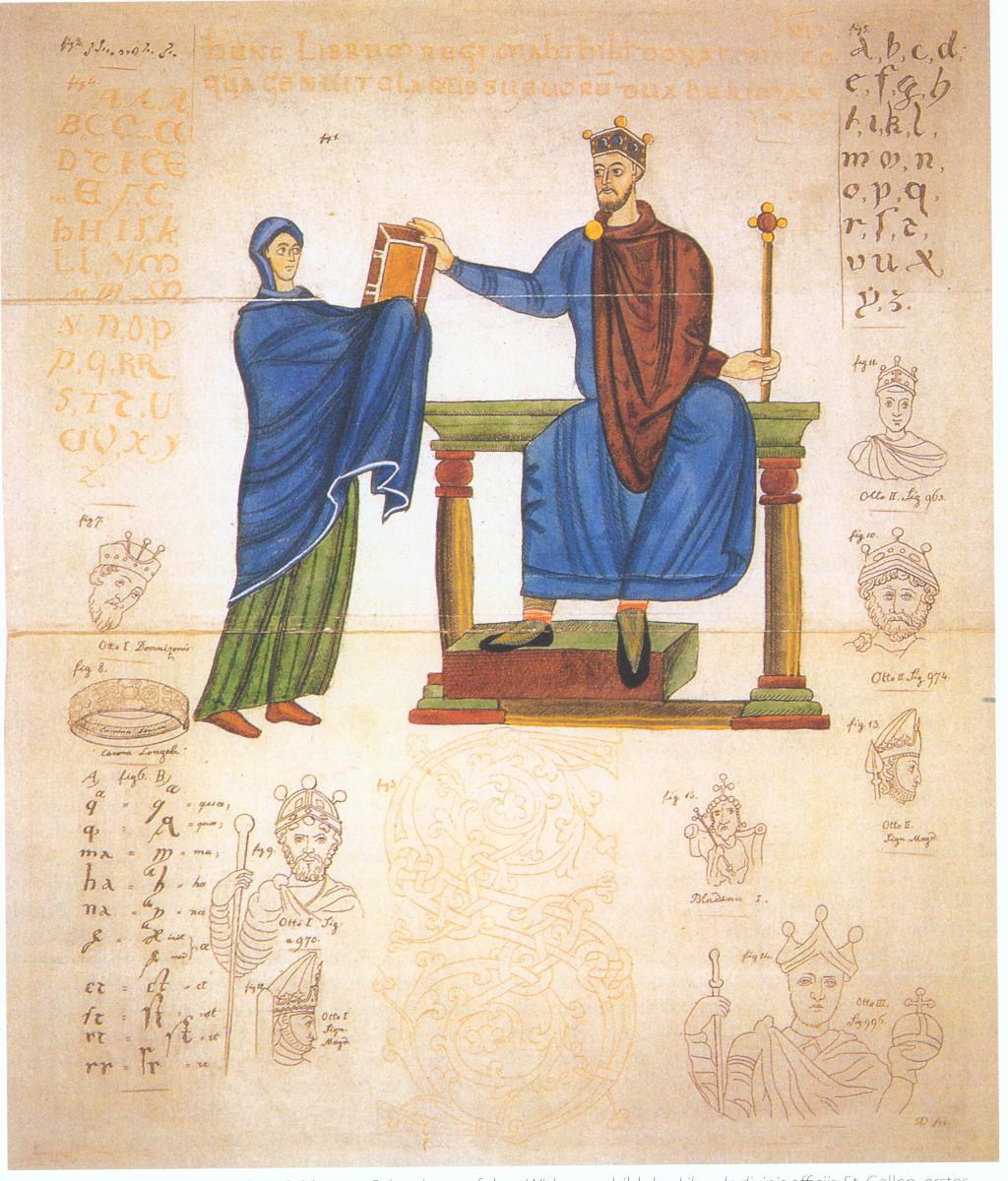
Matylda szwabska (995-1031/32) wręcza księgę liturgiczną Mieszkowi II

### Sytuacja polityczna Polski
Po śmierci Bolesława Chrobrego w 1025 roku nowym władcą Polski został jego drugi syn Mieszko II Lambert, ku niezadowoleniu jego dwóch braci. Zarówno, pominięty przez ojca, starszy syn Bezprym, jak i młodszy Otto Bolesławowic zgłaszali pretensje do udziału we władzy. Mieszko II natychmiast koronował się na drugiego króla Polski, co nie zostało entuzjastycznie przyjęte w Niemczech, gdzie wśród tamtejszych elit nie podobała się wizja niezależnego od cesarstwa silnego Królestwa Polskiego.
Mieszko odziedziczył rozległe państwo, będące efektem wieloletnich konfliktów prowadzonych przez Chrobrego z praktycznie wszystkimi sąsiadami. Polska obejmowała swym zasięgiem Łużyce, do których pretensje zgłaszało Cesarstwo, Grody Czerwieńskie, które starała się odzyskać Ruś Kijowska i być może Morawy, które chcieli odzyskać Czesi (o ile nie odzyskali ich wcześniej). Niezależne od ok. 1005 roku pogańskie Pomorze Zachodnie oraz ludność Prus i Połabia, pamiętający próby zawładnięcia nimi przez Bolesława, odnosili się wrogo do chrześcijańskiego państwa piastowskiego. Także stosunki z Węgrami po wojnach toczonych za panowania jego ojca również były napięte. Mieszko miał więc na wszystkich granicach samych wrogów, rosła też liczba przeciwników w kraju, poza wymienionymi wcześniej zazdrosnymi braćmi, była także rosnąca klasa możnowładców, niechętna silnej scentralizowanej władzy, wczesnopiastowska armia, funkcjonująca systemem monarchii wojennej, wymagająca utrzymywania się z łupów zdobywanych w zwycięskich kampaniach i ludność pogańska, buntująca się przeciwko chrystianizacji prowadzonej przez monarchów i instytucje kościelną, zarządzaną w wówczas dużej mierze przez obcokrajowców nie znających rodzimego języka (patrz: tzw. Reakcja pogańska w Polsce).
Nastroję wśród ludności Polski miały być napięte od dłuższego czasu, jeszcze za rządów Chrobrego, prawdopodobnie potęgowane jego mocarstwową polityką. Do pierwszych wystąpień miało dość w 1022 roku, kolejne miały mieć miejsce w 1025, w roku objęcia władzy przez Mieszka II.
Pomimo niekorzystnego położenia Mieszko próbował kontynuować politykę ojca, mieszając się między innymi wewnętrzne sprawy Rzeszy, nawiązując współpracę z tamtejszą antycesarską opozycją, podkreślając przez to swoją niezależność .

### Sytuacja polityczna w Rzeszy
Po śmierci Henryka II, 8 września 1024 roku w Moguncji na nowego króla niemieckiego został wybrany i koronowany Konrad II z dynastii salickiej. Choć wybór był jednogłośny, to kilku wasali zwlekało ze złożeniem hołdu nowemu władcy. Wśród nich znajdował się książę Lotaryngii (Lotaryngia). W 1026 roku Konrad II udał się do Italii na cesarską koronację. Jego nieobecność w Niemczech zwiększyła aktywność opozycji, skupioną wokół księcia szwabskiego Ernesta II i ksiącia Górnej Lotaryngii Fryderyka II lotaryńskiego. Przeciwnicy Konrada II próbowali znaleźć przychylność w zagranicznych dworach: m.in. u króla francuskiego Roberta II Pobożnego, proponując mu zajęcie Lotaryngii.
Prawdopodobnie chcieli pozyskać także Mieszka II. Dowodem tych starań była księga modlitewna przysłana Mieszkowi około 1027 przez Matyldę szwabską (żonę Fryderyka II lotaryńskiego, córkę Hermanna II, księcia Szwabii z bocznej linii dynastii Konradynów). Tzw. Kodeks Matyldy zawierał m.in. całostronicową miniaturę przedstawiającą księżnę wręczającą księgę siedzącemu na krześle tronowym królowi. Do daru dołączono list dedykacyjny Matyldy zawierający wiele cennych, choć zapewne przesadzonych informacji na temat władcy Polski. Matylda nazwała go wybitnym królem, poświęconym wzorem ojca szerzeniu chrześcijaństwa. Chwaliła zasługi Mieszka w budowaniu nowych kościołów, jak również znajomość łaciny i niezwykle rzadkiej w tych czasach greki. W księdze tej znalazł się najwcześniejszy zapis nutowy na ziemiach polskich: neumy na marginesie sekwencji Ad celebres rex cęlice. Wszystko wskazuje na to, że dar wywołał spodziewany efekt, a Mieszko obiecał podjąć działania zbrojne. Wyprawę wojenną mającą wspomóc opozycję zaczęto przygotowywać jesienią 1027 roku. W połowie tego samego roku Konrad II powrócił do kraju i podjął walkę z buntownikami. Pokonał, a następnie uwięził i pozbawił władztwa Ernesta szwabskiego. Dopiero wtedy, gdy w Niemczech walki już dogasały, z wyprawą ruszył Mieszko II. 

## Przebieg

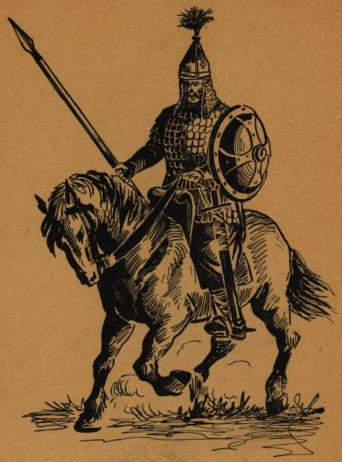
Wojownik piastowski

### Działania wojenne do 1030 roku

#### Najazd Mieszka II na Saksonię (1028)
W styczniu 1028 roku wojska polskie najechały Saksonię. Drużyna Mieszka uderzyła na Miśnię (gdzie prawdopodobnie rządziła siostra Piasta, margrabina Regelinda). Poza łupami, uprowadzono znaczą liczbę jeńców, w tym pojmanego biskupa Brandenburgi, Luizo’a, który prawdopodobnie zmarł w polskiej niewoli. Zniszczenia miały być tak wielkie, że według saskich źródeł „po przejściu wojsk Mieszka, trawa nie chciała rosnąć”. Mieszko II uzyskał w walkach pomoc hrabi Zygfryda, syna margrabiego marchii wschodniej Hodona. Atutem Mieszka było wykorzystywanie antagonizmów pomiędzy panami niemieckimi  .

#### Najazd Konrada II na Polskę (1029)
Cesarz oskarżył polskiego władcę o bezprawną koronację i ogłosił go uzurpatorem. Mimo traktatu, który miał zapewnić pokój między Polską a Niemcami, Konrad II wkrótce zorganizował wyprawę odwetową przeciwko Mieszkowi. Najazd dotyczyć musiał także ziem słowiańskiego plemienia Wieletów, w październiku 1028 roku na zjazd państwowy w Pöhlde przybyło ich poselstwo, prosząc cesarza o ochronę przed napadami Mieszka II i obiecując wsparcie w walce z władcą Polski. Jesienią 1029 roku wojska Konrada II wkroczyły na Łużyce i rozpoczęły oblężenie Budziszyna, ale armia niemiecka nie otrzymała obiecanej w wcześniej pomocy od Wieletów, którzy ostatecznie sprzymierzyli się z Mieszkiem i wyprawa nie powiodła się – polska załoga mimo dużych strat utrzymała gród. Zagrożony od południa przez Węgrów cesarz został zmuszony do odwrotu  .

### Koalicja antymieszkowska (1030–1031)
Prawdopodobnie po przejęciu władzy przez Mieszka II jego dwaj bracia przez krótki czas wciąż przebywali w Polsce. Wkrótce zarówno Otto, jak i Bezprym znaleźli się poza granicami kraju. Albo zostali wygnani przez Mieszka II, kiedy wykrył, że spiskowali oni przeciw niemu z cesarzem Konradem II, albo opuścili Polskę dobrowolnie. Według jednej hipotezy Otto udał się do Niemiec (zapewne do swej siostry, wspomnianej wcześniej Regelindy), a Bezprym na Ruś. Prawdopodobnie to Bezprym wykorzystał jako pierwszy trudną sytuacje Mieszka II (a także według jednej z hipotez, zmontował zwróconą przeciwko niemu koalicję niemiecko-ruską). Niemcy poparli prawdopodobnie Ottona w jego pretensjach do tronu polskiego, zaś Rusini (Rusowie) Bezpryma. Według innej obaj udali się, zapewne w 1029 roku, na Ruś, gdzie poinformowali księcia ruskiego Jarosława Mądrego o słabości militarnej państwa polskiego i skłonili go do ataku i odbicia utraconych wcześniej w trakcie wyprawy na Ruś terytoriów (oraz być może dokonania osobistej zemsty za zgwałcenie i uprowadzenie przez Bolesława Chrobrego swojej siostry Przedsławy), a następnie pośredniczyli w zawarciu sojuszu z cesarzem.

#### Najazd Mieszka II na Saksonię (1030)
W 1030 roku Mieszko II zawarł sojusz z Węgrami, po czym ponownie najechał Saksonię (w kampanii tej miał polec walczący po stronie polskiego króla, hrabia Zygfryd). W międzyczasie południowy sojusznik Mieszka zaatakował Bawarię, przejściowo zajmując Wiedeń w Marchii Austriackiej. W odpowiedzi cesarz zaczął zorganizować kolejną wyprawę odwetową przeciwko królowi Polski, tym razem organizując szerszy sojusz antypolski.

#### Kampania bełska Jarosława Mądrego (1030)
W świetle jednego z najstarszych staroruskich latopisu „Powieści minionych lat” już w 1030 roku do ofensywy na wschodzie przeszedł Jarosław Mądry, zajmując przygraniczny gród Bełz odnosząc przy tym wielki sukces.

#### Bunt ludności w Polsce (1030–1032)
Na początku lat 30. XI wieku. miało dość do wystąpień ludności w Polsce skierowanych przeciwko panom, hierarchom kościelnym i polityce wojennej. Prawdopodobnie niepokoję społeczne były w jakimś stopniu inspirowane przez Bezpryma. Mieszko zajęty prowadzeniem wojny, nie był w stanie stłumić buntu.

#### Opanowanie Moraw przez Brzetysława I (1031?)
Prawdopodobnie zaangażowanie Mieszka II w konflikt z Konradem wykorzystał wasal i sojusznik cesarza, książę Czech Oldrzych. W 1031 roku syn czeskiego władcy Brzetysław miał zaatakować i zdobyć Morawy.

#### Najazd Konrada II na Polskę (1031)
Cesarz w 1031 roku zawarł pokój ze do tej pory sprzymierzonymi z Mieszkiem II Węgrami. Prawdopodobnie rządzący w tym kraju Stefan I zajął w zamian Słowaczyznę. Konrad II nie musiał już obawiać się ataku z południa i jesienią 1031 ruszył z ofensywą na Łużyce i Milsko. Tym razem niemiecki najazd okazał się być zwycięski, a Mieszko II został zmuszony do zrzeknięcia się niektórych ziem na rzecz Marchii Miśnieńskiej. W efekcie od Polski odpadły zdobycze terytorialne Bolesława Chrobrego, o które prowadził wieloletnie wojny z Henrykiem II.

#### Najazd Jarosława Mądrego na Polskę (1031)
Kiedy Mieszko II był zajęty obroną Łużyc na zachodzie, ze wschodu nadchodziła wyprawa zbrojna z Jarosławem Mądrym i Mścisławem Chrobrym na czele, wspierani przez przyszłego króla norweskiego Haralda III. W 1031 roku opanowali oni grody „Lachów (Lechitów)” aż po San i przyłączyli do swojego kraju ziemie czerwieńską.

#### Ucieczka Mieszka II do Czech (1031)
Zagrożony przez najeźdźców oraz prawdopodobnie buntowników Mieszko zmuszony został do ucieczki z kraju. Nie mógł zbiec na Węgry, ponieważ drogę zagradzały mu oddziały ruskie, a król Węgier Stefan nie był mu przychylny, podobnie jak pogańskie Prusy, Połabie i Pomorze. 
Pozbawiony alternatyw Mieszko wyruszył więc do Czech. Tam został uwięziony na polecenie czeskiego księcia Oldrzycha, który prawdopodobnie chciał się nim posłużyć do pertraktacji z Konradem II, z którym był wówczas skonfliktowany. Gdy okazało się że cesarz jest losem Piasta obojętny, Przemyślid postanowił wykorzystać sytuacje i wykastrować Mieszka, co mogło być osobistą zemstą za uwięzienie i oślepienie przez Bolesława Chrobrego księcia Bolesława III Rudego w 1003 roku, brata Oldrzycha.

## Skutki i następstwa
Dzielnica Dytryka
     Dzielnica Ottona
     Dzielnica Mieszka II

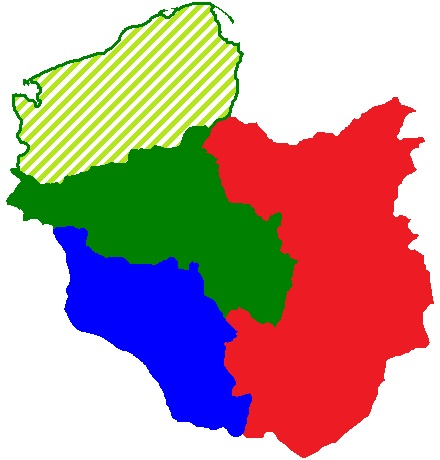
Przypuszczalny podział Polski na trzy dzielnice uzgodniony na zjeździe w Merseburgu (1032–1033):
Dzielnica Dytryka
Dzielnica Ottona
Dzielnica Mieszka II

Ucieczka i uwięzienie Mieszka oznaczały w praktyce koniec konfliktu oraz klęskę Polski. Najeźdźcy osadzili na polskim tronie przychylnego im Bezpryma, który natychmiast odesłał Konradowi II koronę królewską, co oznaczało zmarginalizowanie państwa piastowskiego z powrotem do roli księstwa, a status królestwa przywróci dopiero prawie pół wieku później wnuk Mieszka II Bolesław Śmiały.
Na skutek przegranej wojny Polska utraciła terytoria Łużyc, Milska na rzecz Niemiec, Grodów Czerwińskich na rzecz Rusi i prawdopodobnie Morawy na rzecz Czech oraz Słowaczyznę na rzecz Węgier.

### Kryzys monarchii wczesnopiastowskiej
Przegrana wojna zapoczątkowała też kryzys, który niemal doprowadził do upadku ledwo co powstałego państwa Piastów. Po ucieczce Mieszka II i przejęciem władzy przez Bezpryma, żona Mieszka, Rycheza udała się wraz z synami na wygnanie do Niemiec, zabierając ze sobą odesłane Cesarzowi przez Bezpryma insygnia monarsze, oraz rocznik Rychezy.
Źródła niemieckie podają, że Mieszko II miał zrzec się korony w 1032 roku. Źródła polskie podają, że do śmierci był tytułowany królem.
Krótkie rządy Bezpryma miały odznaczać się niezwykłym okrucieństwem. Upadł autorytet władzy. Państwo w wyniku jego działań zostało znacznie osłabione i zwiększył się zacznie wpływ cesarstwa w kwestie polskie. Według „Rocznika hildesheimskiego” zmarł zamordowany wiosną 1032 roku, prawdopodobnie z inspiracji Ottona i Mieszka. 
Po śmierci Bezpryma zgodnie ustaleniami na zjeździe w Merseburgu doszło w tym samym roku do podziału Polski na trzy części. Mieszko II odzyskał władzę jako książę jednej z trzech dzielnic. Zjednoczył państwo w 1033 roku, ale nie udało mu się odzyskać korony, ani odtworzyć stabilnych struktur władzy monarszej.
Po śmierci Mieszka w 1034 roku władzę objął jego syn Kazimierz. Próbował on wzmocnić swoje panowanie, co spotkało się ze sprzeciwem możnowładztwa. Książę został wygnany na Węgry, skąd udał się później do Niemiec. W kraju z kolei zapanował chaos, a brak władzy centralnej spowodował samowolę. Ziemie polskie opanowali możnowładcy, którzy objęli rządy nad poszczególnymi dzielnicami. 
Kraj podzielił się na kilka terytoriów zarządzanych przez samozwańczych władców, nazwanych przez Wincentego Kadłubka „poronionymi książętami”. Jednym z nich był Miecław, który utworzył własne państwo na Mazowszu. Doszło też do powstania ludowego, a w 1038 roku miał miejsce łupieżczy najazd czeskiego księcia Brzetysława. Prawdopodobnie splądrował Kraków, zajął i zrównał z ziemią główne grody Wielkopolski, zabierając ze sobą licznych jeńców oraz bogate łupy w tym  wyposażenie katedry gnieźnieńskiej, relikwie świętego Wojciecha i Pięciu Braci Męczenników oraz Rocznik Jordana, a także przyłączył do Czech Śląsk.